# Survivant du génocide arménien

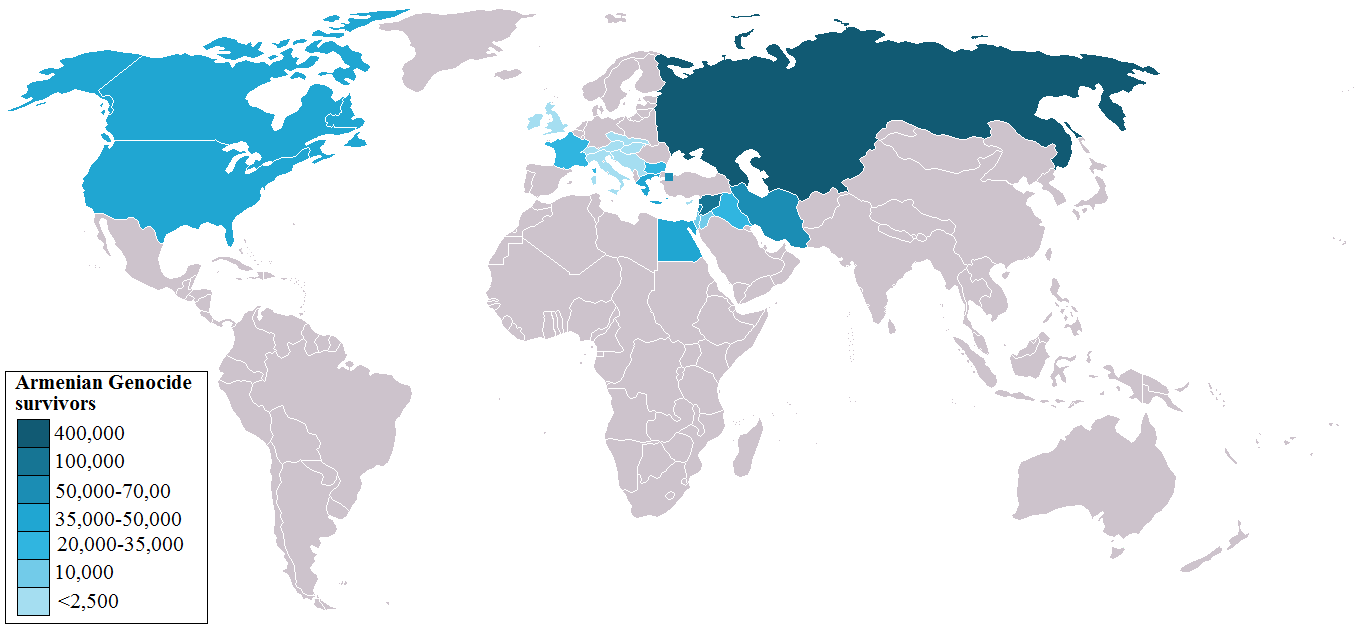
Carte des survivants du génocide arménien.

Les survivants du génocide arménien sont les Arméniens occidentaux qui n'ont pas été assassinés au cours du génocide arménien de 1915. La plupart des survivants deviennent des réfugiés hors de Turquie — État qui a succédé à l'empire ottoman. D'autres survivants sont des Arméniens non ottomans qui résidaient ou voyageaient dans l'empire ottoman et qui ont été épargnés sur ordre personnel de Talaat Pacha à la suite du meurtre commis à la prison de Diyarbakır contre un Arménien de nationalité américaine.

## Répartition

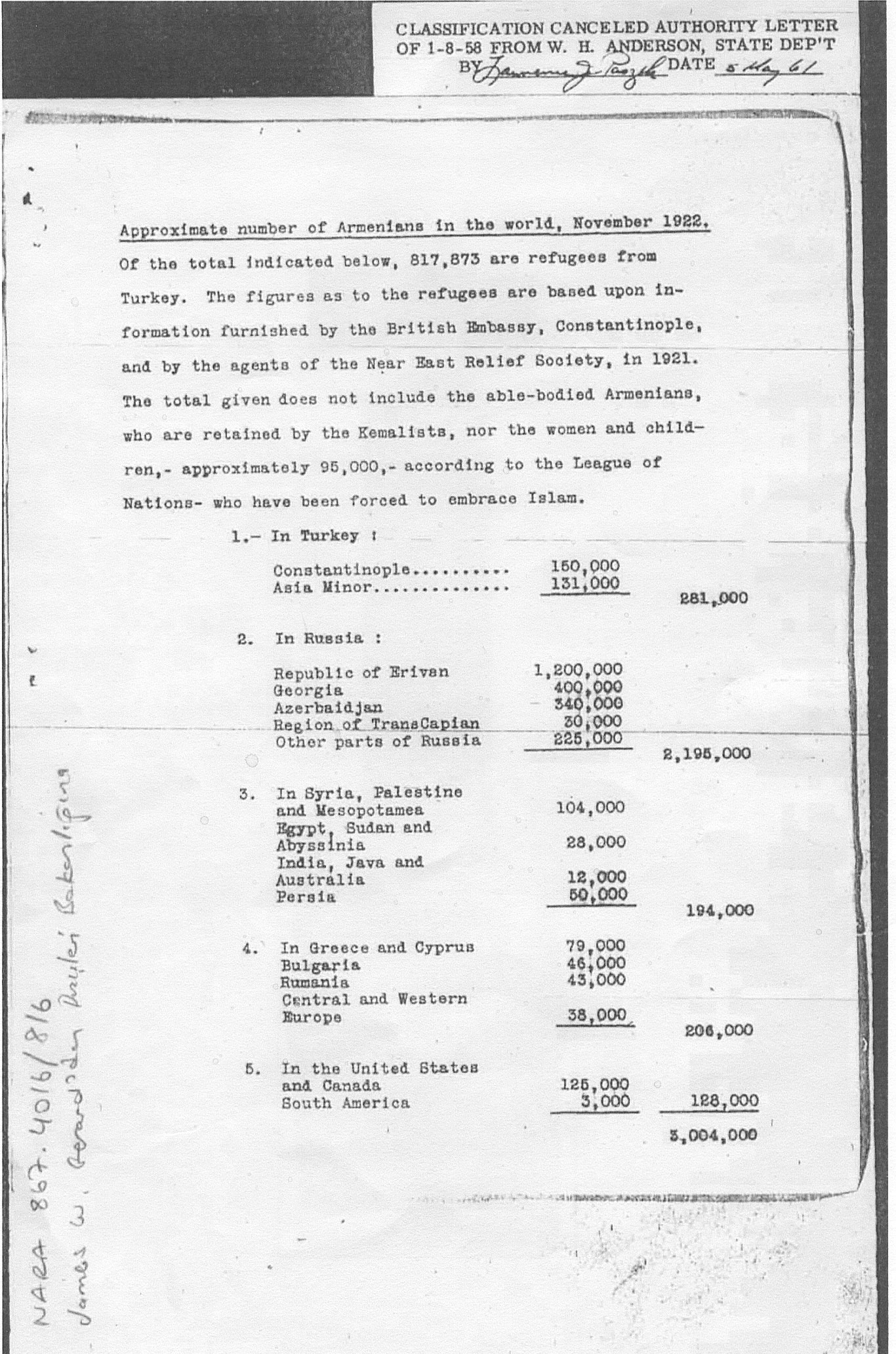
Document du département d'État des États-Unis montrant la population arménienne en 1921.

D'après le département d'État des États-Unis, en 1922 il y avait 817 873 réfugiés arméniens originaires de Turquie. Ce chiffre se fonde sur des informations fournies par l'ambassade britannique à Constantinople et sur des données de 1921 issues de la Near East Foundation. Ce total n'inclut pas les Arméniens aptes au travail et détenus par les autorités kémalistes ni les femmes et enfants arméniens — environ 95 000, selon la Société des Nations — forcés de se convertir à l'islam.
D'après les mêmes sources, en 1921, 281 000 Arméniens vivaient toujours en Turquie : 150 000 à Istanbul et 131 000 en Asie Mineure.

### Arménie de l'Est

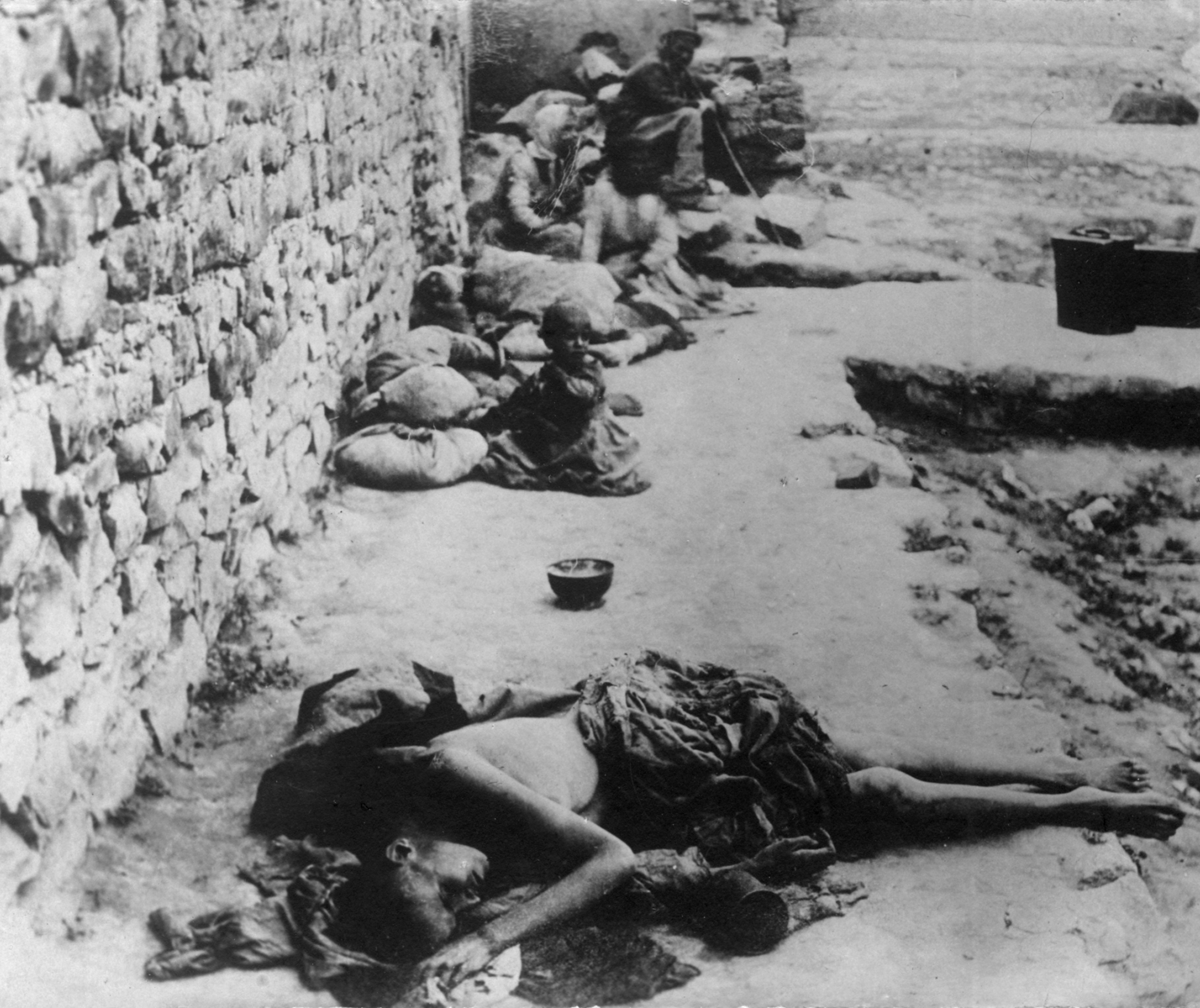
Enfants mourant de faim dans les rues de la république d'Arménie.

Au total, plus de 300 000 réfugiés arméniens, rescapés du génocide arménien, se trouvaient sous la responsabilité du gouvernement de la République démocratique d'Arménie. Cette situation engendre une crise humanitaire. Le typhus provoquait de graves répercussions en raison de ses effets sur les enfants. Le gouvernement arménien n'a pas le temps ni les ressources pour rebâtir les infrastructures. Les 393 700 réfugiés sont répartis comme suit :
| Districts                           | Nombre de réfugiés |
| ----------------------------------- | ------------------ |
| Erevan                              | 75 000             |
| Etchmiadzin                         | 70 000             |
| Novo-Bayazit (Gavar)                | 38 000             |
| Daralagyaz (Vayots Dzor)            | 36 000             |
| Bash-Abaran (Aparan)                | 35 000             |
| Achtarak                            | 30 000             |
| Akhta - Yelenovka (Hrazdan - Sevan) | 22 000             |
| Bash-Garni (Garni)                  | 15 000             |
| Karakilisa                          | 16 000             |
| Dilidjan                            | 13 000             |
| Arménie                             | 350 000            |

Le gouvernement de Hovannès Katchaznouni affrontait alors une réalité terrible pendant l'hiver 1918-1919. Le gouvernement nouvellement formé devient responsable de plus d'un demi-million de réfugiés arméniens dans le Caucase. L'hiver fut long et rigoureux. Les foules manquant d'abris, de nourriture, de vêtements et de soins doivent subir les intempéries. Nombre de ceux qui ont survécu au froid et à la famine succombent aux maladies qui causent des ravages. À l'été 1919, l'épidémie de typhus prend fin, le temps s'améliore et les premiers convois de blé envoyés par l'American Committee for Relief in the Near East parviennent à Batoumi. L'armée britannique transporte le matériel humanitaire vers Erevan. Toutefois, à ce moment-là, environ 150 000 réfugiés avaient péri. Vratsian estime ce nombre à 180 000 personnes, soit près de 20 % de la population de la république naissante. 40 % des habitants de huit villages autour d'Etchmiadzin et 25 % des seize villages autour d'Achtarak avaient succombé en avril. Pendant cet hiver 1918-1919, la population de Talin, un district à mi-chemin entre Etchmiadzin et Alexandropol, est divisée par deux et près de 60 % des Arméniens du Surmalin Uyezd (en) meurent de faim.
Au 6 avril 1920, les réfugiés issus des secteurs de l'Arménie russe occupée par l'armée ottomane en 1918 sont en grande partie réinstallés ; toutefois, 310 835 réfugiés venus d'Arménie de l'Ouest sont toujours éparpillés dans la république d'Arménie et attendent le règlement politique et l'unification de leur patrie à l'État d'Arménie de l'Est. En outre, 11 099 orphelins arméniens sont dispersés dans des orphelinats de Transcaucasie, dont 7 523 se trouvent dans les frontières de l'Arménie.
Dans les années 2000, environ 50 000 à 70 000 Arméniens vivent en Turquie, principalement à Istanbul,. Cette statistique ne tient pas compte du nombre inconnu de crypto-Arméniens assimilés.

## Galerie média

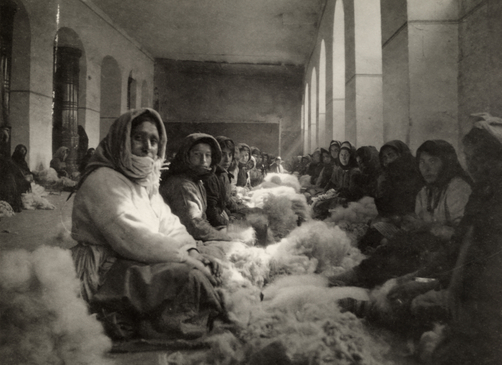
Réfugiés Arméniens de Turquie cardant la laine à Tbilissi, en Géorgie. Photographie de Melville Chater pour le National Geographic en 1920.
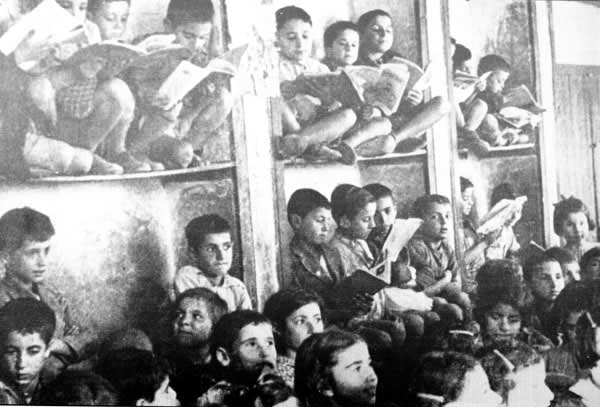
Réfugiés arméniens à Alep, en Syrie.
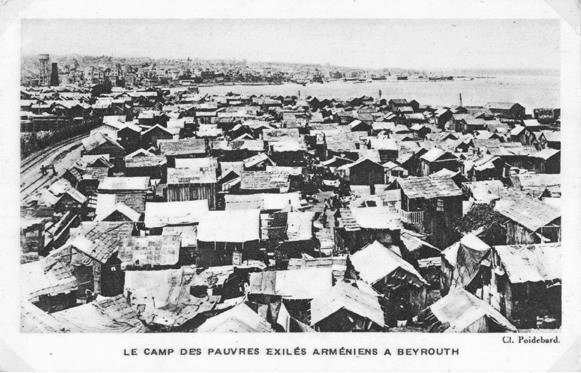
Camp de réfugiés arméniens à Beyrouth, au Liban.
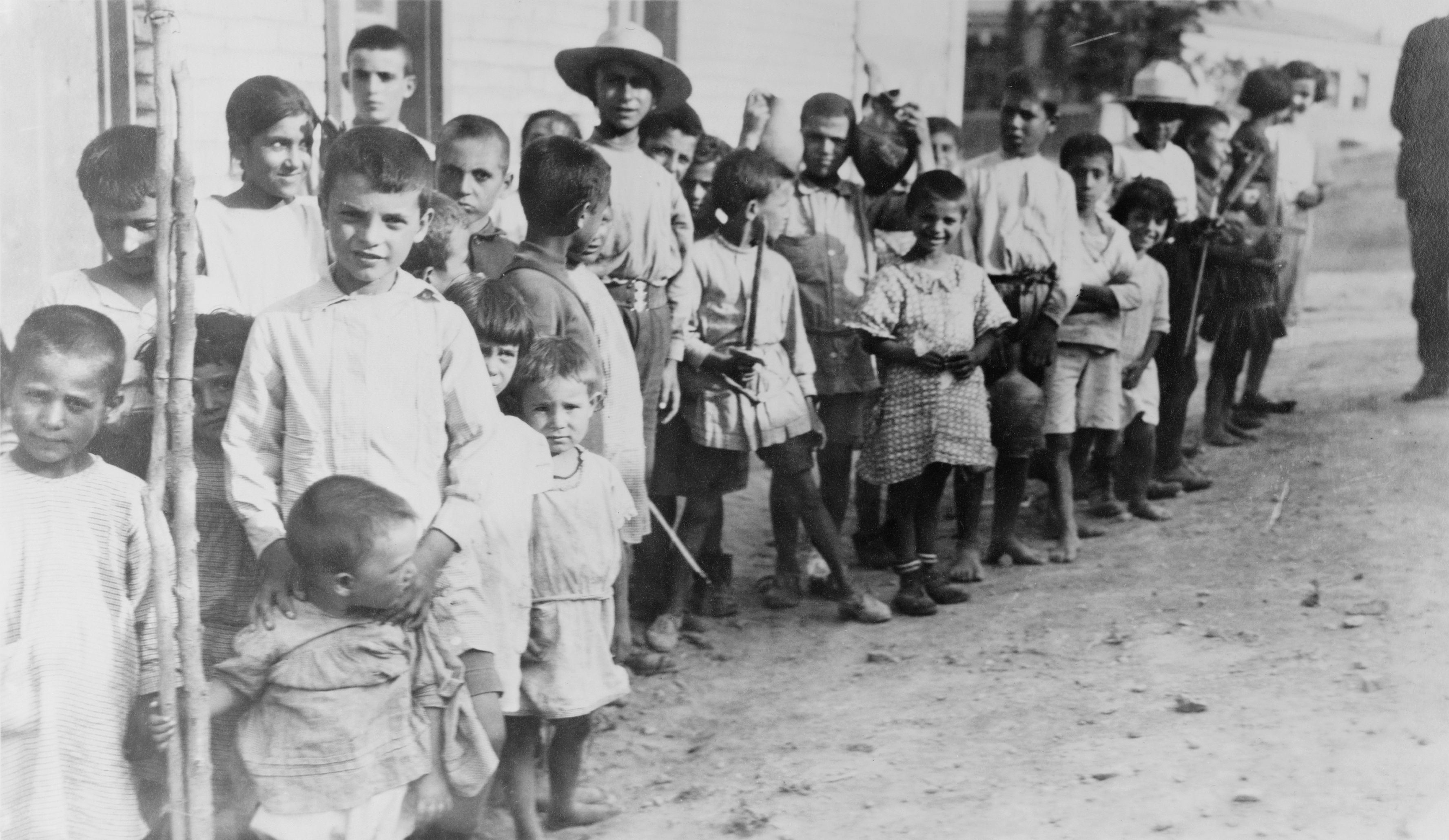
Enfants réfugiés grecs et arméniens près d'Athènes, en Grèce en 1923, après leur expulsion de Turquie.

## Survivants notables
- Hratchia Adjarian
- Vahram Alazan (en)
- Aris Alexanian (en)
- Krikor Balakian
- Pailadzo Captanian (en)
- Arshile Gorky
- Hambarsoom Grigorian (en)
- Jakob Michael Hagopian (en)
- Katherine Magarian (en)
- Gurgen Mahari (en)
- Missak Manouchian
- Aurora Mardiganian
- John Mirak (en)
- Yevnige Salibian (en)
- Simon Simonian (en)
- Soghomon Tehlirian
- Kourken Yanigian (en)
- Nairi Zarian